# Бичуэрт
Бичуэрт (англ. Beechworth) — город в Австралии, графство Индиго, штат Виктория. Население города по оценке 2016 года — 3859 человек.
Бичуэрт — один из двух городов графства обозначенный как выдающийся Национальным трастом. Является известным историческим городом времени золотой лихорадки. Вблизи Бичуэрта находятся виноградники, специализирующихся на крепких красных винах и мускатах.

## История

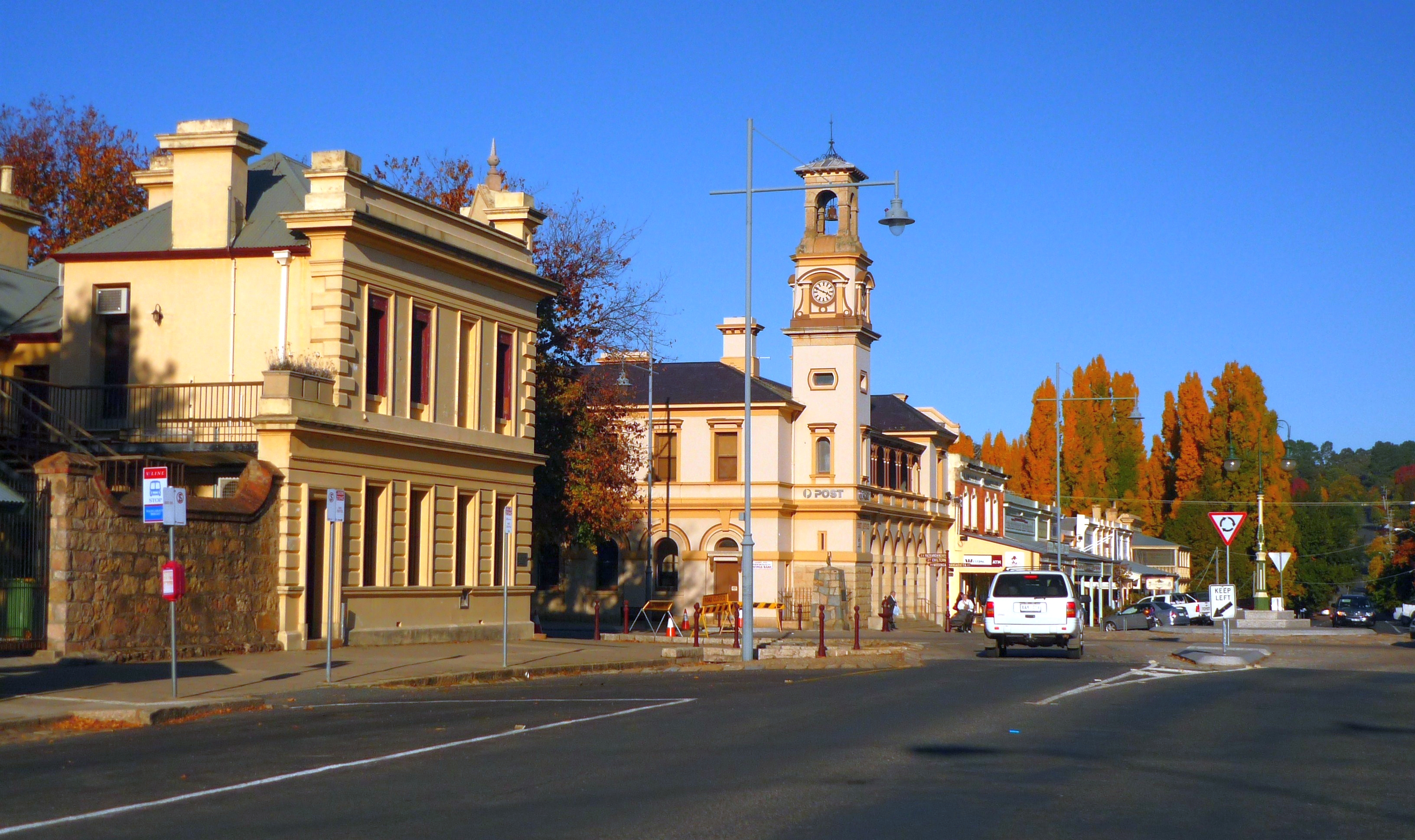
Почтовый офис в Бичуэрте

В северо-восточном регионе Виктории проживали несколько коренных народов. Территория Бичуорта была занята племенем Мин-Джан-Бутту. Аборигены вели полукочевую жизнь и следовали сезонному календарю. В 1852 году европейские поселенцы нашли золото. Поселение первоначально называлось Мэйдэй-Хиллс. К концу 1852 года тысячи золотоискателей приехали в регион, население выросло до 8000. Шахтеры приехали со всего мира, включая Европу, Великобританию, США и Азию. Из маленькой стоянки в хижинах, поселение быстро расширилось с прибытием новых семей. В 1853 году город был переименован в Бичуэрт.

## Население
По данным переписи 2016 года население Бичуэрта составляло 3859 человек (из них 49,7 % мужчин и 50,3 % женщин), в городе было 1769 домашних хозяйств и 988 семей. 80,5 % населения родились в Австралии. 27,2 % населения графства потомки австралийцев, 29,7 % — англичан, 10,0 % — ирландцев, 8,8 % — шотландцев, 4,3 % — немцев. 39,6 % населения графства не причисляли себя ни к какой религии, 18,8 % были католиками, 12,5 % — англиканцами.
Население Бичуэрта по возрастному диапазону по данным переписи 2010 года распределилось следующим образом: 20,4 % — жители младше 19 лет, 6,4 % — между 20 и 30 годами, 40,2 % — от 31 до 60 лет и 33,0 % — в возрасте 60 лет и старше. Средний возраст населения — 49,0 лет.
Из 1769 домашних хозяйств 55,8 % представляли собой семьи (34,3 % с детьми младше 18 лет). 49,2 % населения женаты, 3,3 % — живут раздельно, 12,0 % — разведены, 7,0 — вдовствуют, 28,6 % — никогда не были в браке. 49,2 % жили в зарегистрированном браке, 12,5 % — в незарегистрированном. В среднем домашнее хозяйство ведут 2,3 человека. Медианный недельный доход на домашнее хозяйство составлял 1152 $.
| 1996 | 2001 | 2006 | 2011 | 2016 |
| ---- | ---- | ---- | ---- | ---- |
| 2953 | 2778 | 3227 | 3559 | 3859 |

## Инфраструктура
В Бичуэрте работают 6 начальных школ, одна старшая школа, образовательный центр для взрослых. В городе работает больница. 
Расстояния до крупных городов — Уодонга в 40 км, Беналла — 75 км, Брайт — 58 км, Корова — 59 км, Мельбурн — 280 км. Ближайший аэропорт к городу — Олбери, который находится в 48 км на север по шоссе C315. До города возможно добраться автобусом из Вангаратты, в который проложена железнодорожная линия от Мельбурна. Кроме того, из Сиднея есть железная дорога до Олбери, от которой и осуществляется автобусное сообщение с Бичуэртом.